# Vasilij Metallov
Vasilij Matallov, född 1862, död 1926, var kyrkoherde i Moskva inom Ryska ortodoxa kyrkan mellan 1862 och 1926. Han var också professor vid musikkonservatoriet i Moskva. Han är en av 1800- och 1900-talets största kännare av öst-ortodoxa kyrkan och dess liturgiska texter.